# Gustavo Trelles
Gustavo Trelles (Minas, 15 novembre 1955) è un ex pilota di rally uruguaiano.

## Biografia
Nel corso degli anni 80 ha esordito nel mondiale rally, cresciuto e parlando rallisticamente italiano, ha partecipato a numerosi rally mondiali con la Lancia Delta HF Integrale, dove nel 1992 chiuderà 3º al Rally d'Argentina, nel 1993 sempre con la Lancia partecipa a numerose gare, con la vittoria al Rally delle Canarie in Spagna valido per il campionato europeo. Ma nel 1996 conquista il suo primo titolo di quattro consecutivi in Gruppo N con la Mitsubishi, si ripeté nel 1997 dove è campione già in Finlandia a fine agosto, nel 1998 si ripeté l'impresa fatta da Tommi Makinen, così come nel 1999 dove al Rally d'Australia si ritirò. Nel 2000 è stato battuto da Manfred Stohl. Nel 2003 si ritirò dalla scena del mondiale rally.

## Vittorie nel Group N Cup
| Nº | Anno | Rally                     | Copilota        | Vettura                   | Squadra                     |
| -- | ---- | ------------------------- | --------------- | ------------------------- | --------------------------- |
| 1  | 1989 | Rally d'Argentina         | Ricardo Ivetich | Lancia Delta Integrale    | -                           |
| 2  | 1989 | Rally di Finlandia        | Daniel Muzio    | Lancia Delta Integrale    | -                           |
| 3  | 1996 | Rally di Sanremo          | Jorge Del Buono | Mitsubishi Lancer Evo III | Race-Rent Motorsport        |
| 4  | 1996 | Rally di Catalogna        | Jorge Del Buono | Mitsubishi Lancer Evo III | Race-Rent Motorsport        |
| 5  | 1997 | Rally di Monte Carlo      | Jorge Del Buono | Mitsubishi Lancer Evo III | Mitsubishi Ralliart Germany |
| 6  | 1997 | Rally del Portogallo      | Jorge Del Buono | Mitsubishi Lancer Evo III | Mitsubishi Ralliart Germany |
| 7  | 1997 | Rally di Catalogna        | Jorge Del Buono | Mitsubishi Lancer Evo III | Mitsubishi Ralliart Germany |
| 8  | 1997 | Rally d'Argentina         | Jorge Del Buono | Mitsubishi Lancer Evo III | Mitsubishi Ralliart Germany |
| 9  | 1997 | Rally dell'Acropoli       | Jorge Del Buono | Mitsubishi Lancer Evo III | Mitsubishi Ralliart Germany |
| 10 | 1997 | Rally della Nuova Zelanda | Jorge Del Buono | Mitsubishi Lancer Evo III | Mitsubishi Ralliart Germany |
| 11 | 1998 | Rally del Portogallo      | Martin Christie | Mitsubishi Lancer Evo IV  | Uruguay en Carrera          |
| 12 | 1998 | Rally di Catalogna        | Martin Christie | Mitsubishi Lancer Evo V   | Uruguay en Carrera          |
| 13 | 1998 | Rally d'Argentina         | Martin Christie | Mitsubishi Lancer Evo IV  | Uruguay en Carrera          |
| 14 | 1998 | Rally dell'Acropoli       | Martin Christie | Mitsubishi Lancer Evo V   | Uruguay en Carrera          |
| 15 | 1998 | Rally di Finlandia        | Martin Christie | Mitsubishi Lancer Evo V   | Uruguay en Carrera          |
| 16 | 1999 | Tour de Corse             | Martin Christie | Mitsubishi Lancer Evo VI  | Ralliart Italia             |
| 17 | 1999 | Rally d'Argentina         | Martin Christie | Mitsubishi Lancer Evo V   | Ralliart Italia             |
| 18 | 1999 | Rally della Nuova Zelanda | Martin Christie | Mitsubishi Lancer Evo V   | Ralliart Italia             |
| 19 | 2000 | Rally d'Argentina         | Jorge Del Buono | Mitsubishi Lancer Evo VI  | -                           |
| 20 | 2000 | Rally di Cipro            | Jorge Del Buono | Mitsubishi Lancer Evo VI  | -                           |
| 21 | 2000 | Rally d'Australia         | Jorge Del Buono | Mitsubishi Lancer Evo VI  | -                           |
| 22 | 2001 | Rally di Cipro            | Jorge Del Buono | Mitsubishi Lancer Evo VI  | -                           |
| 23 | 2001 | Tour de Corse             | Jorge Del Buono | Mitsubishi Lancer Evo VI  | -                           |

## Risultati nel mondiale rally

### WRC
| 1981 | Scuderia | Vettura  |  |  |  |  |  |  |   |   |  |  |  |  |  |  |  |  | Punti | Pos. |
| ---- | -------- | -------- |  |  |  |  |  |  | - | - |  |  |  |  |  |  |  |  | ----- | ---- |
| 1981 |          | Fiat 147 |  |  |  |  |  |  | ? | 6 |  |  |  |  |  |  |  |  | 6     | 33º  |

| 1984 | Scuderia | Vettura          |  |  |  |  |  |  |  |     |  |  |  |  |  |  |  |  | Punti | Pos. |
| ---- | -------- | ---------------- |  |  |  |  |  |  |  | --- |  |  |  |  |  |  |  |  | ----- | ---- |
| 1984 |          | Ford Escort 1600 |  |  |  |  |  |  |  | Rit |  |  |  |  |  |  |  |  | 0     |      |

| 1985 | Scuderia | Vettura          |  |  |  |  |  |  |  |     |  |  |  |  |  |  |  |  | Punti | Pos. |
| ---- | -------- | ---------------- |  |  |  |  |  |  |  | --- |  |  |  |  |  |  |  |  | ----- | ---- |
| 1985 |          | Ford Escort 1600 |  |  |  |  |  |  |  | Rit |  |  |  |  |  |  |  |  | 0     |      |

| 1986 | Scuderia | Vettura          |  |  |  |  |  |  |  |    |  |  |  |  |  |  |  |  | Punti | Pos. |
| ---- | -------- | ---------------- |  |  |  |  |  |  |  | -- |  |  |  |  |  |  |  |  | ----- | ---- |
| 1986 |          | Ford Escort 1600 |  |  |  |  |  |  |  | 11 |  |  |  |  |  |  |  |  | 0     |      |

| 1988 | Scuderia                                | Vettura                                                                     |  |   |     |     |  |     |  |  |     |  |  |    |     |  |  |  | Punti | Pos. |
| ---- | --------------------------------------- | --------------------------------------------------------------------------- |  | - | --- | --- |  | --- |  |  | --- |  |  | -- | --- |  |  |  | ----- | ---- |
| 1988 | Mazda Rally Team Italia e Federico West | Lancia Delta HF 4WD, Lancia Delta Integrale, Mazda 323 4WD e Volkswagen Gol |  | ? | Rit | Rit |  | Rit |  |  | Rit |  |  | 17 | Rit |  |  |  | 0     |      |

| 1989 | Scuderia | Vettura                                             |    |  |    |  |  |    |  |   |    |  |     |     |     |  |  |  | Punti | Pos. |
| ---- | -------- | --------------------------------------------------- | -- |  | -- |  |  | -- |  | - | -- |  | --- | --- | --- |  |  |  | ----- | ---- |
| 1989 | Top Run  | Lancia Delta Integrale e Lancia Delta Integrale 16V | 27 |  | 10 |  |  | 20 |  | 7 | 15 |  | Rit | Rit | Rit |  |  |  | 5     | 49º  |

| 1990 | Scuderia     | Vettura                    |  |    |  |  |   |   |     |    |   |    |     |     |  |  |  |  | Punti | Pos. |
| ---- | ------------ | -------------------------- |  | -- |  |  | - | - | --- | -- | - | -- | --- | --- |  |  |  |  | ----- | ---- |
| 1990 | Astra Racing | Lancia Delta Integrale 16V |  | 11 |  |  | 9 | 7 | Rit | 15 | 8 | 15 | Rit | Rit |  |  |  |  | 9     | 26º  |

| 1991 | Scuderia                  | Vettura                    |  |  |  |  |  |  |  |   |  |  |     |  |     |  |  |  | Punti | Pos. |
| ---- | ------------------------- | -------------------------- |  |  |  |  |  |  |  | - |  |  | --- |  | --- |  |  |  | ----- | ---- |
| 1991 | Astra Racing e Jolly Club | Lancia Delta Integrale 16V |  |  |  |  |  |  |  | 8 |  |  | Rit |  | Rit |  |  |  | 3     | 49º  |

| 1992 | Scuderia          | Vettura                   |  |  |  |  |  |  |  |   |  |  |  |  |   |  |  |  | Punti | Pos. |
| ---- | ----------------- | ------------------------- |  |  |  |  |  |  |  | - |  |  |  |  | - |  |  |  | ----- | ---- |
| 1992 | Mauro Rallye Team | Lancia Delta HF Integrale |  |  |  |  |  |  |  | 3 |  |  |  |  | 7 |  |  |  | 16    | 18º  |

| 1993 | Scuderia   | Vettura                   |  |  |  |  |  |   |   |   |  |  |  |   |  |  |  |  | Punti | Pos. |
| ---- | ---------- | ------------------------- |  |  |  |  |  | - | - | - |  |  |  | - |  |  |  |  | ----- | ---- |
| 1993 | Jolly Club | Lancia Delta HF Integrale |  |  |  |  |  | 5 | 4 | 7 |  |  |  | 6 |  |  |  |  | 28    | 9º   |

| 1995 | Scuderia | Vettura                       |  |  |  |  |  |  |   |  |  |  |  |  |  |  |  |  | Punti | Pos. |
| ---- | -------- | ----------------------------- |  |  |  |  |  |  | - |  |  |  |  |  |  |  |  |  | ----- | ---- |
| 1995 |          | Toyota Celica GT-Four (ST205) |  |  |  |  |  |  | 6 |  |  |  |  |  |  |  |  |  | 6     | 12º  |

| 1996 | Scuderia             | Vettura                                        |     |  |     |    |    |    |    |    |    |  |  |  |  |  |  |  | Punti | Pos. |
| ---- | -------------------- | ---------------------------------------------- | --- |  | --- | -- | -- | -- | -- | -- | -- |  |  |  |  |  |  |  | ----- | ---- |
| 1996 | Race-Rent Motorsport | Subaru Impreza WRX e Mitsubishi Lancer Evo III | Rit |  | Rit | 15 | 13 | 17 | 17 | 14 | 14 |  |  |  |  |  |  |  | 0     |      |

| 1997 | Scuderia                    | Vettura                   |   |    |  |   |    |  |   |    |   |    |  |     |  |  |  |  | Punti | Pos. |
| ---- | --------------------------- | ------------------------- | - | -- |  | - | -- |  | - | -- | - | -- |  | --- |  |  |  |  | ----- | ---- |
| 1997 | Mitsubishi Ralliart Germany | Mitsubishi Lancer Evo III | 9 | 16 |  | 7 | 13 |  | 6 | 13 | 7 | 17 |  | Rit |  |  |  |  | 1     | 26º  |

| 1998 | Scuderia           | Vettura                                            |     |     |  |    |    |    |   |    |    |    |    |    |  |  |  |  | Punti | Pos. |
| ---- | ------------------ | -------------------------------------------------- | --- | --- |  | -- | -- | -- | - | -- | -- | -- | -- | -- |  |  |  |  | ----- | ---- |
| 1998 | Uruguay en Carrera | Mitsubishi Lancer Evo IV e Mitsubishi Lancer Evo V | Rit | Rit |  | 16 | 20 | 21 | 9 | 17 | 14 | 16 | 24 | 16 |  |  |  |  | 0     |      |

| 1999 | Scuderia                             | Vettura                                            |    |    |  |    |    |    |   |     |   |     |   |     |     |  |  |  | Punti | Pos. |
| ---- | ------------------------------------ | -------------------------------------------------- | -- | -- |  | -- | -- | -- | - | --- | - | --- | - | --- | --- |  |  |  | ----- | ---- |
| 1999 | Ralliart Italia e Treviso Rally Team | Mitsubishi Lancer Evo V e Mitsubishi Lancer Evo VI | 12 | 20 |  | 15 | 20 | 20 | 7 | Rit | 9 | Rit | 8 | Rit | Rit |  |  |  | 0     |      |

| 2000 | Scuderia | Vettura                                                                          |    |  |  |     |    |   |    |   |     |    |    |    |    |    |  |  | Punti | Pos. |
| ---- | -------- | -------------------------------------------------------------------------------- | -- |  |  | --- | -- | - | -- | - | --- | -- | -- | -- | -- | -- |  |  | ----- | ---- |
| 2000 |          | Mitsubishi Lancer Evo V, Mitsubishi Lancer Evo VI e Mitsubishi Carisma GT Evo VI | 11 |  |  | Rit | 18 | 9 | 12 | 9 | Rit | 11 | 18 | 24 | 12 | 30 |  |  | 0     |      |

| 2001 | Scuderia | Vettura                  |    |  |     |     |    |    |    |  |  |  |     |    |  |  |  |  | Punti | Pos. |
| ---- | -------- | ------------------------ | -- |  | --- | --- | -- | -- | -- |  |  |  | --- | -- |  |  |  |  | ----- | ---- |
| 2001 |          | Mitsubishi Lancer Evo VI | 11 |  | Rit | Rit | 11 | 11 | 14 |  |  |  | Rit | 17 |  |  |  |  | 0     |      |

| 2002 | Scuderia | Vettura                                              |  |     |    |  |    |    |  |  |  |  |  |  |  |  |  |  | Punti | Pos. |
| ---- | -------- | ---------------------------------------------------- |  | --- | -- |  | -- | -- |  |  |  |  |  |  |  |  |  |  | ----- | ---- |
| 2002 | MRT      | Mitsubishi Lancer Evo VI e Mitsubishi Lancer Evo VII |  | Rit | 22 |  | 20 | 14 |  |  |  |  |  |  |  |  |  |  | 0     |      |

| Legenda | 1º posto | 2º posto | 3º posto | A punti | Senza punti | Ritirato | Squalificato | NP=Non partito C=Gara cancellata | Apice=Power stage |

### Group N Cup/P-WRC
| 1988 | Scuderia                | Vettura                                                     |  |   |     |  |  |     |  |  |  |  |  |   |  |  |  |  | Punti | Pos. |
| ---- | ----------------------- | ----------------------------------------------------------- |  | - | --- |  |  | --- |  |  |  |  |  | - |  |  |  |  | ----- | ---- |
| 1988 | Mazda Rally Team Italia | Lancia Delta HF 4WD, Lancia Delta Integrale e Mazda 323 4WD |  | ? | Rit |  |  | Rit |  |  |  |  |  | 5 |  |  |  |  | 0     |      |

| 1989 | Scuderia | Vettura                                             |   |  |   |  |  |   |  |   |   |  |     |     |     |  |  |  | Punti | Pos. |
| ---- | -------- | --------------------------------------------------- | - |  | - |  |  | - |  | - | - |  | --- | --- | --- |  |  |  | ----- | ---- |
| 1989 | Top Run  | Lancia Delta Integrale e Lancia Delta Integrale 16V | 3 |  | 4 |  |  | 8 |  | 1 | 1 |  | Rit | Rit | Rit |  |  |  | 39    | 3º   |

| 1990 | Scuderia     | Vettura                    |  |   |  |  |   |   |     |   |   |   |     |     |  |  |  |  | Punti | Pos. |
| ---- | ------------ | -------------------------- |  | - |  |  | - | - | --- | - | - | - | --- | --- |  |  |  |  | ----- | ---- |
| 1990 | Astra Racing | Lancia Delta Integrale 16V |  | 2 |  |  | 2 | 2 | Rit | 2 | 2 | 4 | Rit | Rit |  |  |  |  | 52    | 2º   |

| 1996 | Scuderia             | Vettura                                        |     |  |     |   |   |   |   |   |   |  |  |  |  |  |  |  | Punti | Pos. |
| ---- | -------------------- | ---------------------------------------------- | --- |  | --- | - | - | - | - | - | - |  |  |  |  |  |  |  | ----- | ---- |
| 1996 | Race-Rent Motorsport | Subaru Impreza WRX e Mitsubishi Lancer Evo III | Rit |  | Rit | 2 | 2 | 4 | 5 | 1 | 1 |  |  |  |  |  |  |  | 55    | 1º   |

| 1997 | Scuderia                    | Vettura                   |   |   |  |   |   |  |   |   |   |   |  |     |  |  |  |  | Punti | Pos. |
| ---- | --------------------------- | ------------------------- | - | - |  | - | - |  | - | - | - | - |  | --- |  |  |  |  | ----- | ---- |
| 1997 | Mitsubishi Ralliart Germany | Mitsubishi Lancer Evo III | 1 | 4 |  | 1 | 1 |  | 1 | 1 | 1 | 4 |  | Rit |  |  |  |  | 84    | 1º   |

| 1998 | Scuderia           | Vettura                                            |     |     |  |   |   |   |   |   |   |   |   |   |  |  |  |  | Punti | Pos. |
| ---- | ------------------ | -------------------------------------------------- | --- | --- |  | - | - | - | - | - | - | - | - | - |  |  |  |  | ----- | ---- |
| 1998 | Uruguay en Carrera | Mitsubishi Lancer Evo IV e Mitsubishi Lancer Evo V | Rit | Rit |  | 1 | 1 | 2 | 1 | 1 | 2 | 1 | 3 | 2 |  |  |  |  | 94    | 1º   |

| 1999 | Scuderia                             | Vettura                                            |   |   |  |   |   |   |   |     |   |     |   |     |     |  |  |  | Punti | Pos. |
| ---- | ------------------------------------ | -------------------------------------------------- | - | - |  | - | - | - | - | --- | - | --- | - | --- | --- |  |  |  | ----- | ---- |
| 1999 | Ralliart Italia e Treviso Rally Team | Mitsubishi Lancer Evo V e Mitsubishi Lancer Evo VI | 2 | 6 |  | 2 | 3 | 1 | 1 | Rit | 1 | Rit | 2 | Rit | Rit |  |  |  | 69    | 1º   |

| 2000 | Scuderia | Vettura                                                                          |   |  |  |     |   |   |   |   |     |   |   |   |   |    |  |  | Punti | Pos. |
| ---- | -------- | -------------------------------------------------------------------------------- | - |  |  | --- | - | - | - | - | --- | - | - | - | - | -- |  |  | ----- | ---- |
| 2000 |          | Mitsubishi Lancer Evo V, Mitsubishi Lancer Evo VI e Mitsubishi Carisma GT Evo VI | 2 |  |  | Rit | 2 | 1 | 2 | 2 | Rit | 1 | 2 | 3 | 1 | 11 |  |  | 64    | 2º   |

| 2001 | Scuderia | Vettura                  |   |  |     |     |   |   |   |  |  |  |     |   |  |  |  |  | Punti | Pos. |
| ---- | -------- | ------------------------ | - |  | --- | --- | - | - | - |  |  |  | --- | - |  |  |  |  | ----- | ---- |
| 2001 |          | Mitsubishi Lancer Evo VI | 3 |  | Rit | Rit | 2 | 1 | 2 |  |  |  | Rit | 1 |  |  |  |  | 36    | 2º   |

| 2002 | Scuderia | Vettura                                              |  |     |   |  |   |   |  |  |  |  |  |  |  |  |  |  | Punti | Pos. |
| ---- | -------- | ---------------------------------------------------- |  | --- | - |  | - | - |  |  |  |  |  |  |  |  |  |  | ----- | ---- |
| 2002 | MRT      | Mitsubishi Lancer Evo VI e Mitsubishi Lancer Evo VII |  | Rit | 4 |  | 2 | 4 |  |  |  |  |  |  |  |  |  |  | 12    | 7º   |

| Legenda | 1º posto | 2º posto | 3º posto | A punti | Senza punti | Ritirato | Squalificato | NP=Non partito C=Gara cancellata | Apice=Power stage |